# The Tower (Luna)
The Tower è un singolo della cantante polacca Luna, pubblicato il 23 gennaio 2024 come primo estratto dal secondo album in studio No Rest.

## Descrizione

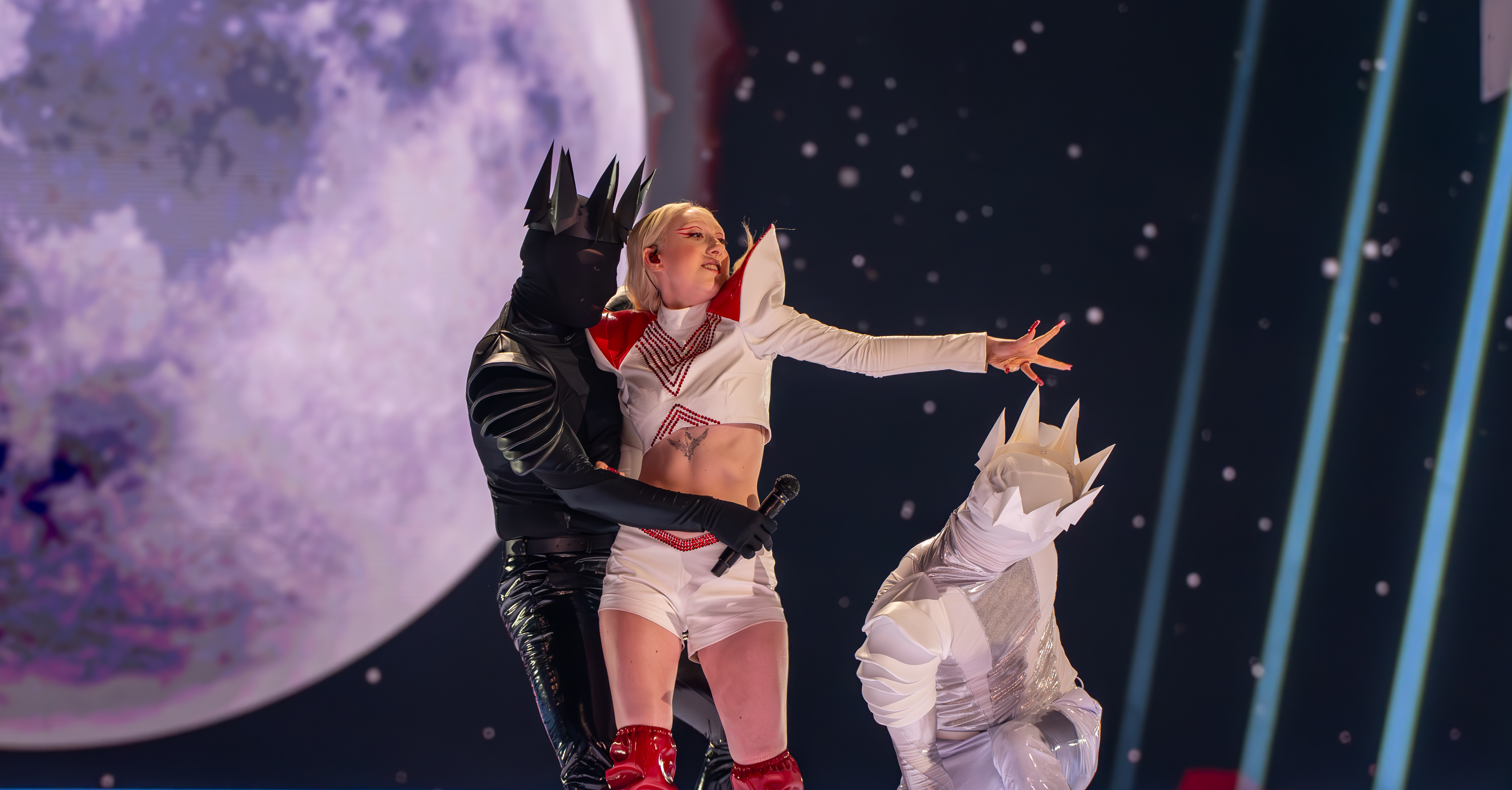
Luna mentre si esibisce sulle note di The Tower alle prove semifinali dell'Eurovision Song Contest, 6 maggio 2024

La canzone è stata scritta e composta da Aleksandra Wielgomas, Paul Dixon e Max Cooke. Nelle interviste, Luna ha dichiarato che il pezzo parla di un viaggio verso l'autorealizzazione, partendo dalle difficoltà che l'umanità affronta. Nel ritornello, l'artista utilizza la metafora di una torre di negatività e potenziale limitato, esortando l'ascoltatore ad abbatterla con forza e determinazione.

## Promozione
A seguito di una controversia relativa al metodo di selezione dell'anno precedente, l'emittente televisiva polacca TVP ha valutato l'opzione di passare a una selezione interna per determinare il rappresentante nazionale all'Eurovision Song Contest 2024; questa decisione è stata successivamente confermata il 9 gennaio 2024.
Il 23 gennaio 2024, The Tower è stata ufficialmente presentata presso il locale notturno Spatif a Varsavia come una delle 64 proposte selezionate dalla commissione interna. Il successivo 19 febbraio, TVP ha annunciato che la canzone avrebbe rappresentato la Polonia all'Eurovision Song Contest 2024 a Malmö, in Svezia.

## Video musicale
Il video, diretto da Maciej Zakliczyński e con la fotografia di Michał Wiśniowski, è stato reso disponibile in concomitanza del lancio del singolo attraverso il canale YouTube della cantante. 
Secondo quanto dichiarato da Luna, il video musicale utilizza la metafora degli scacchi per descrivere la vita interpersonale dell'artista. I giocatori avversari rappresentano le sfide quotidiane, compreso il "superamento dei limiti", mentre il duello stesso rappresenta le relazioni con le persone a lei care; alla fine del video, si ritrova a combattere contro la se stessa del passato, sapendo di doverla sconfiggere per creare il proprio destino.

## Tracce
Testi di Aleksandra Wielgomas, Paul Dixon e Max Cooke, musiche di Paul Dixon.
1. The Tower – 3:00

## Classifiche
| Classifica (2024) | Posizione massima |
| ----------------- | ----------------- |
| Lituania          | 60                |
| Polonia           | 80                |